# Partille (comune)

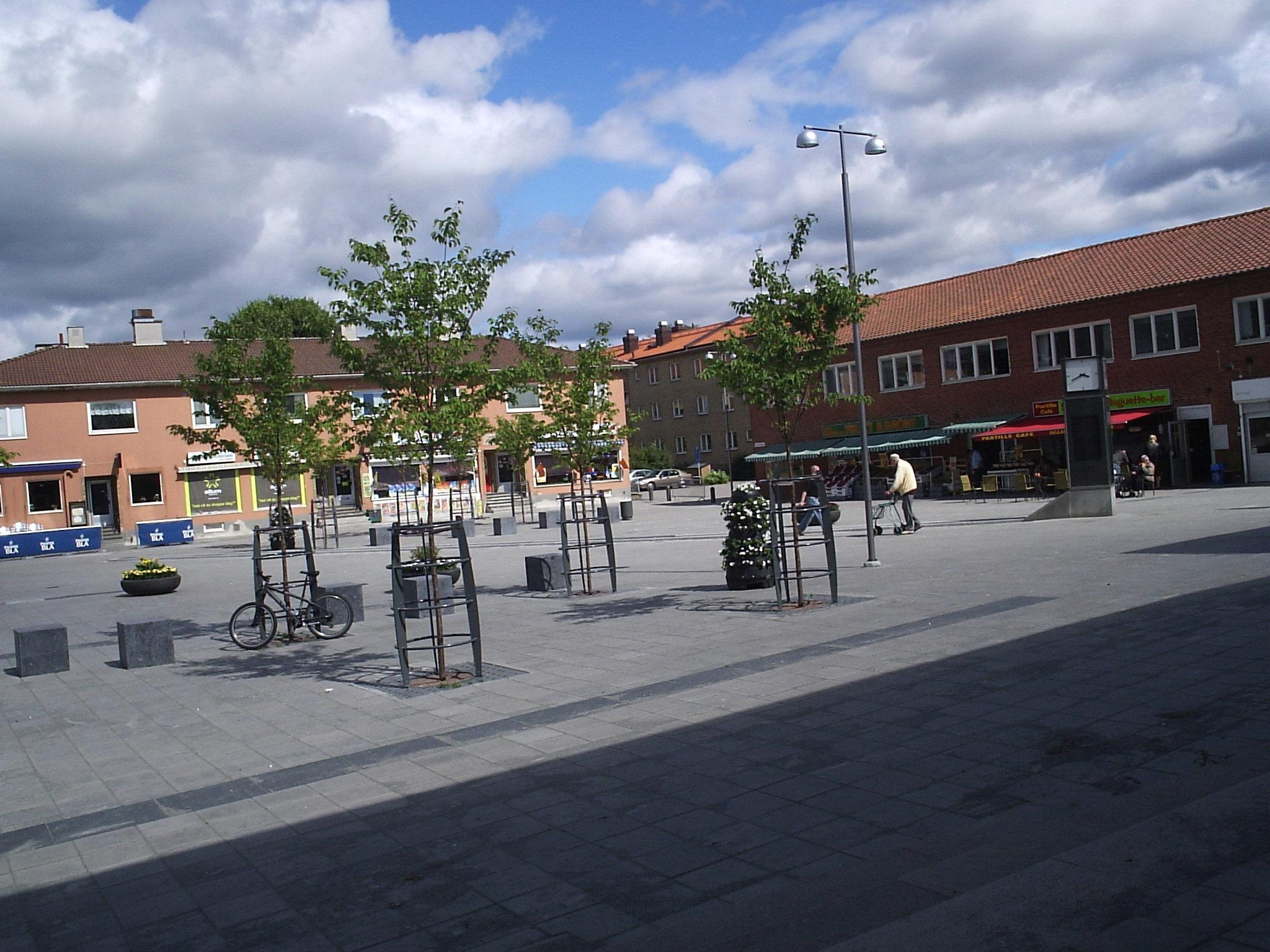

Partille è un comune svedese di 34 840 abitanti, situato nella contea di Västra Götaland. Il suo capoluogo è la cittadina omonima.

## Località
Nel territorio comunale sono comprese le seguenti aree urbane (tätort):
- Göteborg (parte)
- Jonsered
- Kåhög
- Öjersjö
- Partille
- Sävedalen